# Исански език
Исанският език (ภาษาอีสาน) е таи-кадайски език, говорен от около 19 000 000 души в Тайланд.